# Maksim Polyakov
Maksim Eduardovich Polyakov (tiếng Nga: Максим Эдуардович Поляков; sinh ngày 18 tháng 5 năm 1999) là một cầu thủ bóng đá người Nga. Anh thi đấu cho F.K. Shinnik Yaroslavl.

## Sự nghiệp câu lạc bộ
Anh có màn ra mắt tại Giải bóng đá Quốc gia Nga cho F.K. Shinnik Yaroslavl vào ngày 11 tháng 4 năm 2018 trong trận đấu với FC Sibir Novosibirsk.